# Acridocarpus rufescens
Acridocarpus rufescens là một loài thực vật có hoa trong họ Malpighiaceae. Loài này được Hutch. mô tả khoa học đầu tiên năm 1946.